# Metodik
Metodik, metoder och tillvägagångssätt i diverse verksamheter. Ett område där begreppet används flitigt är inom forskningen där metodik är en analys av diverse pedagogiska metoder för utlärning.
Vanligtvis förknippas metodiken med undervisningsväsendet där läran om metodik kopplas till didaktiken. Inom didaktiken ingår frågorna:
1. Vad ska läras ut? Vilket ämne och vilka delar av ämnet ska lära ut?
2. Varför ska det läras ut? Vilka mål har jag med undervisningen och varför ska den bedrivas?
3. Hur ska det läras ut? Vilka metoder bör jag välja och varför det?

Pedagogiken är den övergripande disciplinen som främst besvarar de två första frågorna, medan metodiken är den disciplin som främst besvarar den tredje frågan.
För datainsamling inom samhällsvetenskapliga ämnen görs i regel en distinktion mellan kvantitativ metod och kvalitativ metod. För analysen krävs en teori som för att undvika bias bör vara väl redovisad i forskningsframställningen.

### Fotnoter
1. ↑   Undervisning i teori och praktik : en introduktion i didaktik (5. udgave). Fundo Förlag. ISBN 9789197558457. OCLC 814448176. https://www.worldcat.org/oclc/814448176